# Rue de Chapelle
Ne doit pas être confondu avec Rue de la Chapelle.
La rue de Chapelle est une voie du centre-ville de la commune française de Laval,.

## Situation et accès
Elle prolonge la rue des Serruriers et forme une patte d'oie avec la Grande rue.
La rue de Chapelle se trouvait à l'intérieur des remparts et elle fait partie du tissu urbain médiéval.

## Historique
En 1898, un litige concernant les réparations à effectuer dans la maison au numéro 11 implique des correspondances avec Léopold Ridel.

## Bâtiments remarquables et lieux de mémoire
La rue compte un grand nombre de maisons des XVe et XVIe siècles, notamment aux numéros 1, 11, 16, 18, 19 et 25.